# Люгт, Фриц
 Фредерик Йоханнес Люгт  (нидерл.  Frederik Johannes (Frits) Lugt, более известный как Фриц Люгт); 4 мая 1884, Амстердам — 15 июля 1970, Булонь-Бийанкур) — нидерландский историк искусства, знаток и коллекционер рисунков и гравюр старых голландских мастеров, каталогизатор, основатель фонда Кустодия и один из основателей Института изучения нидерландского искусства.

## Биография и увлечение
Фриц Люгт родился в Амстердаме 4 мая 1884 года. Он довольно рано проявил интерес к изобразительному искусству, который привил ему его отец. Так же рано он проявил интерес и к коллекционированию. Ещё в восьмилетнем возрасте он продал свою коллекцию ракушек отделу естественной истории королевского зоопарка Амстердама. В двенадцатилетнем возрасте он составил каталог эстампов отдела гравюр (Rijksprentenkabinet) в Рейксмюсеуме, а в свои 15 лет он приобрёл первый рисунок и написал биографию Рембрандта, проиллюстрированную фотографическими репродукциями картин художника. В 1901 году Люгт прервал свое формальное образование, чтобы стать сотрудником аукционного дома Frederik Muller в Амстердаме. Одной из его задач в аукционном доме было составление каталогов продаж. В 1911 году он стал партнёром этой компании и удерживал эту позицию до 1915 года. Но серьёзное увлечение коллекционированием произведений искусства к нему пришло на четвёртом десятке лет жизни.
В 1910 году Фриц Люгт вступил в брак с Якобой Клевер, женщиной независимых средств. Это дало ему возможность преследовать свои коллекционерские интересы без финансовых проблем. Путешествуя по Европе, Люгт и его жена пополняли свою коллекцию произведений искусства, сосредоточившись на голландских мастерах Золотого века. После смерти его свёкра в 1931 году его жена унаследовала значительное состояние, которое позволило супругам расширить свои интересы в коллекционировании. Но эти интересы не были обычным собирательством. Люгт занимался исследованием своей обширной коллекции. В научных кругах его знали как знатока голландской живописи и графики.
Однако мировую известность Фриц Люгт обрёл благодаря своим двум новаторским работам: «Справочник коллекционерских знаков» (Les Marques de collection de dessins et d’estampes) и «Указатель каталогов публичных продаж произведений искусства или редкостей» (Répertoire des catalogues de ventes publiques intéressant l’art ou la curiosité).

## Справочник по коллекционерским знакам
Отдавая дань моде, коллекционеры прошлых времён помечали рисунки и гравюры своих коллекций персональными знаками. Эти знаки представляют собой либо рукописные пометки, либо штампы и оттиски. В 1921 году Фриц Люгт завершил свою самую известную работу по созданию справочника по идентификации коллекционерских знаков на рисунках и эстампах «Les Marques de collection de dessins et d’estampes». Этот поистине кропотливый труд, включающий в себя сотни коллекционерских меток с краткой биографической сводкой о коллекционере, является важным справочным материалом для установления провенанса рисунков и эстампов старых мастеров. Справочник интересен и полезен как коллекционерам-любителям, так и искусствоведам.
Информация, содержащаяся в справочнике, не ограничилась объёмом выпуска 1921 года. Постоянные исследования рисунков и гравюр частными коллекционерами и специалистами государственных собраний со временем привели к обнаружению ранее неизвестных и не учтённых знаков, и, соответственно, не включённых в издание 1921 года. Также раскрывались сведения и по знакам, считавшимся ранее анонимными. Это обстоятельство подтолкнуло Люгта к обновлению справочника. Так, в 1956 году вышло в свет дополненное второе издание. Третье официальное дополнение справочника произошло уже после смерти Люгта, в 2010 году. Неоднократно издавались пиратские экземпляры справочника. Нелегально книги были изданы в США: в 1975 и 1988 годах в Сан-Франциско и в 2002 году в Мэнсфилде.

## Работа по каталогизации аукционных продаж
Постоянный интерес Фрица Люгта и его исследовательская работа стали результатом появления четырёх томов его известного издания «Répertoire des catalogues de ventes publiques intéressant l’art ou la curiosité» («Справочник каталогизированных публичных продаж произведений искусства или редкостей»), опубликованных в 1938, 1953, 1964 годах и (посмертно) в 1987 году, в котором содержатся основные сведения о почти 90 000 каталогах продаж, опубликованных в течение 1600—1925 годов. Эти сведения включают в себя дату и место продажи, имя коллекционера, типы объектов, включённых в продажу, аукционный дом и другую информацию. Сведения включают в себя также и «Номер Люгта» (из справочника по коллекционерским знакам), который является хорошо известной и важной справкой. Люгт пожертвовал своё большое собрание каталогов продаж и других документальных материалов Института изучения нидерландского искусства в Гааге вместе со своей личной библиотекой в виде «постоянной ссуды».

## В годы Второй мировой войны
Когда Нидерланды были оккупированы нацистами, коллекции Люгта угрожала опасность разграбления. Ещё в 1939 году Люгт и его жена Якоба Клевер уехали из Нидерландов в Швейцарию, а позднее они перебрались в США, штат Огайо. Наиболее ценные рисунки своей коллекции чета отправила почтой в шестидесяти герметичных конвертах в США, чтобы защитить их от кражи нацистов. Остальную часть своей коллекции Люгт оставил со своим помощником в Нидерландах. В 1940 году в Гааге действовал специальный представитель по охране художественных ценностей на оккупированных территориях Каетан Мюльман. В его задачи входили поиски наиболее ценных произведений искусства и их экспроприация в пользу нацистской Германии. Узнав о коллекции Люгта, Мюльман конфисковал её. Основная часть этой коллекции была спрятана в соляной шахте в Австрии, в Альтаусзе. Однако некоторая часть коллекции всё же осталась под присмотром голландцев, благодаря помощнику Люгта, который частично сфабриковал историю с коллекцией, чтобы заполучить доверие нацистов.
В США, благодаря протекции Вольфганга Штехова, Люгт получил временную позицию в Оберлинском колледже, где читал лекции с 1940 по 1945 год. Также в годы Второй мировой войны Фриц Люгт работал в MFAA в качестве волонтёра.

## Фонд Кустодия
Будучи меннонитом, Фриц Люгт считал свою коллекцию произведений искусства частью Божьего дара, и что она должна стать общественным достоянием. Это подтолкнуло его к идее создания некоего культурного центра, где его собрание стало бы доступным для общественности. Так, в 1947 году Люгт и его жена основали в Париже фонд Кустодия, размещённый в здании отеля Тюрго (фр. Turgot) по улице Лилль. Это здание было спроектировано архитектором Пьером Саллесом и построено в 1743 году. Собрание Люгта, хранящееся в фонде Кустодия, состоит из около 30 000 гравюр, 7000 рисунков старых мастеров, 40 000 писем, написанных многими художниками, коллекции из 220 живописных старинных картин, а также других предметов декоративного искусства. В том же здании находится также Институт Нидерландов, основанный Люгтом в 1957 году как публичное учреждение, предназначенное для выставок, лекций и конференций.